# Кусуново
Кусуново — село (фактически микрорайон города Владимира). С 1 января 2006 года входит в городской округ город Владимир.

## История

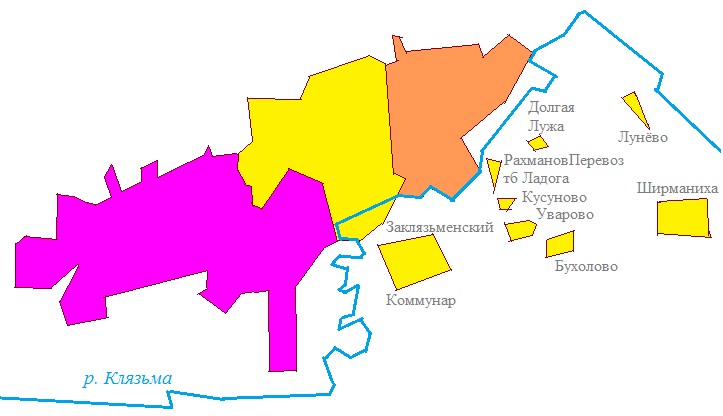
Кусуново на карте города Владимира с районами
Ленинский
Октябрьский
Фрунзенский

Впервые упоминается в 1504 году в жалованной грамоте Ивана III, как одно из митрополичьих сел.
В первой половине XVII века оно, скорее всего, было пожаловано кем-то из митрополитов или патриархов и стало относиться к поместью Савино-Боровитина. В 1628 году в патриарших окладных книгах упоминается церковь Николая Чудотворца в селе Кусуново.
В начале XVIII века церковь в селе сильно обвешала и местный священник с вышестоящего разрешения начал сбор подаяния на строительство новой церкви. В 1721 году в селе была построена новая каменная церковь. К приходу церкви, помимо Кусунова, относились деревни Уваровой (2 версты от церкви) и Луневой (6 вёрст) и сельцо Бухалово (3 версты).
В дальнейшем принадлежало помещикам Протасовым.
До 2005 года село входило в состав Суздальского района Владимирской области. С 1 января 2006 года включено в черту города Владимира (Пригородный округ Октябрьского района).

## Население
| 1859 | 1926 |
| ---- | ---- |
| 152  | 374  |

| 1859 | 1905 | 1926 | 2002 | 2010 | 2021 |
| ---- | ---- | ---- | ---- | ---- | ---- |
| 152  | ↗317 | ↗374 | ↘61  | ↗64  | ↗92  |

## Персоналии
В селе в 1874 году родился Я. Е. Коробов — писатель, поэт и журналист.
В селе в 1933 году похоронен писатель А. П. Василевский.